# 膜 (物理學)

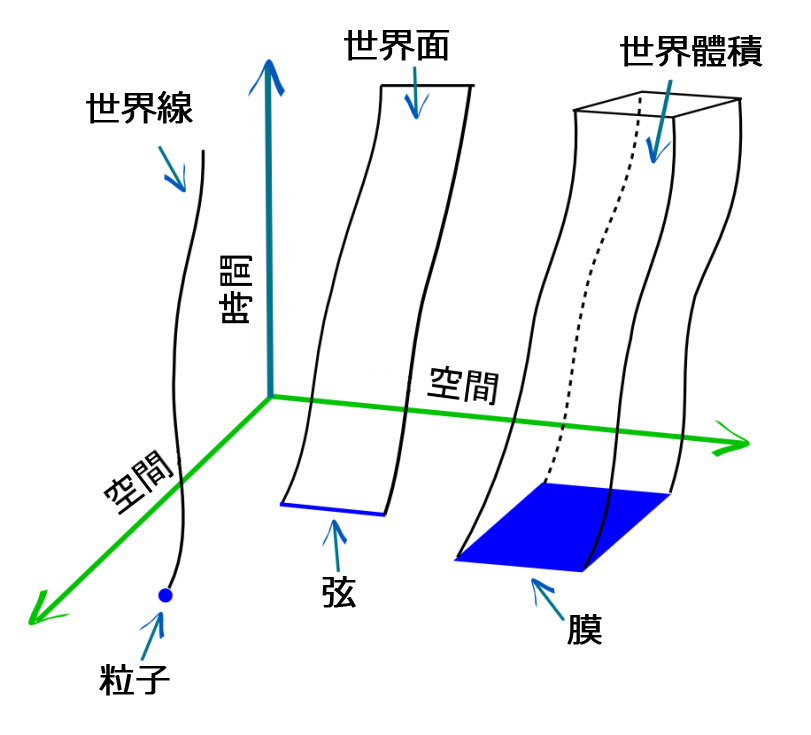
世界線、世界面、世界体積即為點、線、面在四維時空中的路徑（三維空間中的一個空間維度無法表示，已省略）

弦論與相關的超重力理論中，膜（英語：brane）為一物理實體，將點粒子的概念推廣至更高維度。舉例來說，點粒子可以視為零維的膜，而弦則可視為一維的膜；更高維的膜也可能存在。在p維度的情形，這些膜稱為p膜。膜的英文字brane源於另個英文字membrane，後者指的是二維膜。
膜是動力學物體，在時空中行進，所根據的是量子力學的規則。它們帶有質量與其他性質，例如電荷。一個p膜的行進在時空中掃出了(p+1)維度的體積，稱之為世界體積（worldvolume）。物理學家研究類似於電磁場的場物理，這些場存在於膜的世界體積。
弦論中，D膜為一類重要的膜，與開弦有關。當開弦在時空中行進，開弦的端點必須在D膜上。D膜的字母D表示一項數學條件，稱作狄利克雷邊界條件。D膜的研究導出重要的成果，比如AdS/CFT對偶，在量子場論的許多問題中具有重要角色。